# 谢毕真
谢毕真（1916年9月1日—2019年12月12日），男，福建武平人，中国革命家，中国共产党新闻与党史工作者。

## 生平
1916年9月生于福建省武平县象洞乡光采村。1934年毕业于广东蕉岭中学后返乡。1935年至1938年，先后在象洞小学和岩前小学任教。
1937年2月，参加中华抗日义勇军，之后在象洞乡成立抗日义勇军小组，同年加入中国共产党。中央红军长征后，他留在闽粤赣苏区坚持游击战。全面抗日战争时期和第二次国共内战前期，历任中共武平象洞区委书记、梅蕉武边委组织部长、广东梅县松源区委书记、梅县县委组织部长、副特派员等职。1945年春参加闽粤赣边抗日反顽队伍“王涛支队”。同年在执行任务时被梅县隆文乡自卫队逮捕，被押解至松口，转至梅县县城，最后被关入距离兴宁县城4公里远的小洋下国民党边区总司令部看守所。1945年9月4日成功越狱。1946年3月17日，他的父亲谢才元和母亲何银秀在村里被国民党福建省保安第三团杀害。
1948年6月，担任中共广东梅州地委常委、宣传部长，兼任地委机关报《人民报》社长。1949年9月龙岩解放后，从梅州来到龙岩，担任中共干部学校闽西公学副校长、中共闽西地委常委、宣传部长兼地委机关报《新闽西报》社长等职。10月中华人民共和国成立后，担任中共龙岩地委宣传部长兼机关报《新闽西报》社社长等职。因为曾经被国民党逮捕并越狱逃出，所以在之后的历次政治运动中被诬陷为叛徒：1952年在三反运动后期被撤销地委委员职务，直到1957年获得省委平反；其后担任福建省委农村工作部处长、福建省农业厅副厅长等职，1959年在反右倾运动中被定性为右倾机会主义分子，撤销省农业厅党组成员、办公室主任务。直到1962年七千人大会后才获得平反；文化大革命时期又被审查，定为叛徒，受到开除党籍、行政降两级处分，被下放到闽东山区劳动改造。直到1979年中共十一届三中全会才彻底获得平反。
1979年奉命出任福建省出版事业管理局副局长。1982年离休。之后开始参与《中共闽粤赣边区史》的编写工作，任编审领导小组副组长，负责其中18万字的抗战时期部分，赴各地收集史料，1999年由中共党史出版社出版发行。2009年被中组部授予“全国离退休干部先进个人”称号。2016年秋，荣获“中国工农红军长征胜利80周年纪念章”。
2019年12月12日2时36分在福建省龙岩市第一医院逝世，享年104岁。

## 作品
著有连环画《八个红小鬼》。文集《鸿爪》（2000年）、《鸿爪续集》、《鸿爪新篇——老红军谢毕真的革命情怀》（2014年）。

## 延伸阅读
- 钟茂富; 林永芳; 邓一笑. . 福建人民出版社. 2017年.